# Kommunikatív-kollaboratív tervezés
A modern tervezéselméletek egyike, a kommunikatív-kollaboratív tervezés a diskurzusra, a kommunikációs folyamatokra helyezi a hangsúlyt a tervezés folyamatában. Lényege, hogy a kívánt cél eléréséhez az ideális cselekvéstervnek konszenzussal kell megszületni. Az elmélet szerint ez a konszenzus a megfelelően levezetett kommunikáció eredménye.
Több társadalomelméleti kutatás irányult arra, miként lehet egyes cselekvési alternatívák érvényességét megállapítani. Különösen fontos a kommunikatív tervezés szempontjából Jürgen Habermas és Karl-Otto Apel munkássága, de meg kell említeni Ludwig Wittgenstein munkáit is. A posztmodern gondolkodók (pl. Lyotard) azonban nem fogadják el a konszenzus elvét mint érvényességi kritériumot.

## A tervezés általános elmélete
A tervezés általános elmélete olyan gyakorlatorientált társadalomtudomány, amely az aktív jövőalkotás módjait, folyamatát taglalja. Segít eligazodni a múlt és a jelen eseményeinek értelmezése és a jövőbeni események irányítási eszközei között. A tervezés alapkérdéseivel, állításaival, fogalmi rendszerével, ezek magyarázatával és módszertani kérdéseivel foglalkozik, különböző megközelítési lehetőségeket is magába foglal.  Ezek nem egyedüli előírások, hanem olyan folyamatosan alakuló elméletek, amelyek a tervezés lényegének és metodológiájának a megértését és karbantartását szolgálják, általános ismereteket adnak a konkrét esetekben követendő norma kiválasztásához. Nem gyógyszert ír fel a feltételezett betegségre, hanem helyes életmóddal igyekszik felkészíteni az egyént és a csoportokat arra, hogy megfelelően reagálhassanak a mindenkori kihívásokra.
A tervezéselméleti kérdésekkel foglalkozó irodalom nagy része a különböző megközelítések elválasztására törekszik. Az egymással szemben álló elméletek szükségszerűen kritikusak, tehát az új teória gyakran az uralkodó paradigma kritikájára jelent meg, annak leváltására.

## Kommunikatív-kollaboratív tervezés

### Kialakulása
Mindegyik tervezéselméletben közös, hogy a társadalmi egyensúly, igazságosság biztosítására törekszik, csak a megvalósítás módját másban látják. Az 1960-as évek végéig a pozitivista törekvések uralkodtak, e szerint az elemzésekre és a helyzetfeltárásokra összpontosítottak. Az 1970-es évektől egyre inkább előtérbe került az értékközpontúság, teret hódított a gyakorlati normatív gondolkodás. A tervezéssel szembeni kihívásokra sokan a demokrácia erősítésében, a kommunikáció jelentőségének növelésében keresték a választ.
Egyre több kutatás irányult a cselekvési alternatívák érvényességének megállapítására és a nem konszenzusképes normák elkülönítésére. „E kutatások arra az eredményre jutottak, hogy ha az egyes cselekvéstervek az adott életvilágbanmegfelelően levezetett kommunikáció eredményeként konszenzussal születnek, akkor azok érvényessége megfelel az ott kialakult és elfogadott normáknak.”

### Fő elemei
Miért is fontos a kommunikáció? Karl-Otto Apel szerint a cselekvő ember számára szükségszerű egy olyan reális kommunikációs közösség léte, amelyből mintákat meríthet és saját kijelentéseit szembesítheti társai elképzeléseivel. Ez, a partnerek közötti diskurzus zajlik a közös tervezés során. Bizonyos szükségletek kielégítésével kapcsolatban kialakított konszenzus csak akkor számít minden résztvevő szemében közmegegyezésnek, ha az érvelés  alapnormáinak betartása mellett alakult ki.
A tervezési gyakorlat elvi kritériumai:
- Érintettek saját akaratukból részt vehessenek a tervezésben: biztosítva legyenek a szükséges feltételek és el legyenek hárítva a részvétel akadályai (pl. kommunikációs terek biztosítása)
- Résztvevők beszéd- és cselekvőképességének biztosítása
- Dialógusokban a szerepek felcserélhetők legyenek
- El kell érni, hogy mindenki hivatkozni tudjon saját értékválasztására
- A terv által mondottakat minden érintett megértse.

Mindezek mellett szükség van arra is, hogy a kommunikációs közösség hasonló tudás- és fogalomkészletet használjon, valamint el kell várnunk a partnerektől az érthetőséget és az őszinteséget.
Habermas minden egyénnel szemben (nemcsak a tervezés során) alapvető követelménynek tartja, hogy rendelkezzenek a különböző társadalmi helyzetek definiálásának és az ebből következő viselkedési elvárások teljesítésének képességével, azaz kommunikatív kompetenciával: megszólítás- és kapcsolatfelvételi formák, beszédaktusok, beszélők viszonyrendszereit meghatározó személyes névmások ismerete.
Hogy miért is lényeges elem a konszenzus a tervezésben, szintén Habermas határozza meg. Élesen szembeállítja a kölcsönös megértésen alapuló kommunikatív cselekvést a hatalmi igényekből fakadó sikerorientált cselekvéssel,amely alapvetően befolyással igyekszik létrehozni a közös cselekvés alapját. A közös meggyőződés ugyanis egyetértést és kölcsönös kötelezettségvállalást jelent, míg a külső hatásgyakorlás végig egyoldalú marad, az egyetértés bármikor megszűnhet, ha az érintettek felismerik ezt a külső befolyást. 
Ahhoz, hogy a konszenzus megszülethessen, minden érintettnek részt kell vennie a tervezés folyamatában (alkalmazottak, kutatók, fejlesztők stb.). Ezt a gyakorlatban különböző platformok létrehozásával lehet a legkönnyebben megoldani, ahol még a konkrét munkafolyamatok megkezdése előtt a résztvevők kinyilváníthatják véleményüket, elképzeléseiket következmények nélkül. A leghatékonyabb az, ha mindez egy kifejezetten e célra létrehozott internetes felületen történik, hiszen ott egyszerűen nyomon követhető minden fontosabb lépés. Persze minél nagyobb egy közösség, annál kisebb az esélye a teljes egyetértésnek még akkor is, ha minden technikai feltétel adott hozzá.
Módszertani szempontból fontos megemlíteni az akciókutatást. Az akciókutatás a cselekvésre való reflektálással, értékeléssel kezdődik, majd a problémásnak talált helyzet megértésével folytatódik. Célja tehát, hogy segítsen az embernek saját helyzetének megértésében, ezáltal megoldva a fennálló problémát. Fontos, hogy ezt a résztvevőkkel közösen éri el.
Habermas filozófiáját először Forester és Healey vitte át a tervezés gyakorlatába megalkotva a kollaboratív tervezést. Sok tervezéselméleti szakember szintén a diskurzusra helyezi a hangsúlyt a tervezésben. A civil szervezetek is előszeretettel támogatják ezt az elméletet a demokratikus részvétel biztosítása érdekében.
Ez a tervezés fontos a közösségi szociális munkában is, hiszen ez egy olyan terület, ahol folyamatos a tervezés, a fejlesztés, az állandó problémamegoldás.Ha egy sokakat érintő innovációra irányult a tervezés, a megvalósítást célszerű konszenzussal végrehajtani.
Összegezve tehát az elmélet fő állításait:
- kommunikációs folyamatokon keresztül törekszik a kölcsönös megértésre
- plurális, de megegyezésre törekvő hatalmi közeget feltételez
- tér- és időkorlátok között alkalmazható, csak az ott és akkor érvényes igazságokra épít
- lehetőség szerint intézményi érdekektől mentes folyamatot alakít ki
- minden résztvevő egyenlő, képes érvelni
- a résztvevőket szükség szerint oktatni kell
- az érintettek közös cselekvését tételezi fel
- a tervek inkább előremutatóak, mint előíróak.

### Kritikák
A kommunikatív-kollaboratív tervezésnek, mint modern tervezéselméletnek talán legélesebb kritikája a posztmodern gondolkodók (Boudrillard, Derrida, Lyotard stb.) munkájában találhatók. A posztmodern társadalomfilozófia képviselői szerint a modernség menthetetlenül megbukott. Leegyszerűsítve Lyotard a „posztmodernt” a nagy elbeszélésekkel (metanarratíva)szembeni bizalmatlanságként határozza meg. Tehát nem létezik abszolút igazság, csak konkrét helyen és időben elfogadott normák. Ebből kiindulva megkérdőjelezi a konszenzust (ami a kommunikatív tervezés alapja), mint legitimáló eszközt. A posztmodern gondolkodásban is fontos a kommunikáció, a legitimációt a nyelvi gyakorlatokból és magából a kommunikatív folyamatokból származtatja. Nem a tökéletes egyetértést, hanem a véleménykülönbségekre épít, finomítja a résztvevők különbségek iránti érzékenységét.